# ATP Световен Тур 2012
ATP Световен Тур 2012 е последователност от тенис турнири организирани от Асоциацията на тенис професионалистите за сезон 2012. ATP Световен Тур 2012 включва четирите турнира от Големия шлем, турнирите от сериите Мастърс, 500, 250, Световната отборна купа по тенис, Купа Дейвис, Тенис Мастърс Къп и Олимпийския турнир на Летните олимпийски игри 2012. В календара на Тура фигурира и Хопман Къп, но точките спечелени от него не фигурират в Световния Тур.

## График
Списък на всички турнири от ATP Световен Тур за сезон 2012.

### Легенда
| Голям шлем            |
| Летни олимпийски игри |
| Тенис Мастърс Къп     |
| Мастърс 1000          |
| Серии 500             |
| Серии 250             |
| Отборни състезания    |

### Януари
| Дата                | Турнир                                             | Шампиони                                                   | Финалисти                      | Полуфиналисти                      | Четвъртфиналисти                                                |
| ------------------- | -------------------------------------------------- | ---------------------------------------------------------- | ------------------------------ | ---------------------------------- | --------------------------------------------------------------- |
| 2 януари            | Хопман Къп Пърт, Австралия                         | Чехия 2 – 0                                                | Франция                        | Група А България Дания САЩ         | Група В Испания Австралия Китай                                 |
| 2 януари            | Бризбейн Интернешънъл Бризбейн, Австралия          | Анди Мъри 6 – 1, 6 – 3                                     | Александър Долгополов          | Бърнард Томич Жил Симон            | Маркос Багдатис Денис Истомин Радек Щепанек Сантиаго Жиралдо    |
| 2 януари            | Бризбейн Интернешънъл Бризбейн, Австралия          | Макс Мирни Даниел Нестор 6 – 1, 6 – 2                      | Юрген Мелцер Филип Пецшнер     | Бърнард Томич Жил Симон            | Маркос Багдатис Денис Истомин Радек Щепанек Сантиаго Жиралдо    |
| 2 януари            | Ченай Оупън Ченай, Индия                           | Милош Раонич 6 – 7(4 – 7), 7 – 6(7 – 4), 7 – 6(7 – 4)      | Янко Типсаревич                | Гоу Соеда Николас Алмагро          | Давид Гофин Станислас Вавринка Дуди Села Юичи Сугита            |
| 2 януари            | Ченай Оупън Ченай, Индия                           | Леандер Паес Янко Типсаревич 6 – 4, 6 – 4                  | Джонатан Ерлих Анди Рам        | Гоу Соеда Николас Алмагро          | Давид Гофин Станислас Вавринка Дуди Села Юичи Сугита            |
| 2 януари            | Катар ЕксънМобайл Оупън Доха, Катар                | Жо-Вилфрид Цонга 7 – 5, 6 – 3                              | Гаел Монфис                    | Рафаел Надал Роджър Федерер        | Михаил Южни Виктор Троицки Алберт Рамос Андреас Сепи            |
| 2 януари            | Катар ЕксънМобайл Оупън Доха, Катар                | Филип Ролашек Лукаш Росол 6 – 3, 6 – 4                     | Кристофър Кас Филип Колшрайбер | Рафаел Надал Роджър Федерер        | Михаил Южни Виктор Троицки Алберт Рамос Андреас Сепи            |
| 9 януари            | Апия Интернешънъл Сидни Сидни, Австралия           | Ярко Ниеминен 6 – 2, 7 – 5                                 | Жюлиен Бенето                  | Маркос Багдатис Денис Истомин      | Хуан Мартин дел Потро Алекс Богомолов Ришар Гаске Боби Рейнолдс |
| 9 януари            | Апия Интернешънъл Сидни Сидни, Австралия           | Боб Брайън Майк Брайън 6 – 1, 6 – 4                        | Матю Ебдън Ярко Ниеминен       | Маркос Багдатис Денис Истомин      | Хуан Мартин дел Потро Алекс Богомолов Ришар Гаске Боби Рейнолдс |
| 9 януари            | Хайнекен Оупън Окланд, Нова Зеландия               | Давид Ферер 6 – 3, 6 – 4                                   | Оливие Рокюс                   | Фернандо Вердаско Филип Колшрайбер | Алехандро Фала Гилермо Гарсия-Лопес Беноа Пер Николас Алмагро   |
| 9 януари            | Хайнекен Оупън Окланд, Нова Зеландия               | Оливер Марах Александър Пея 6 – 3, 6 – 2                   | Франтишек Чермак Филип Полашек | Фернандо Вердаско Филип Колшрайбер | Алехандро Фала Гилермо Гарсия-Лопес Беноа Пер Николас Алмагро   |
| 16 януари 23 януари | Открито първенство на Австралия Мелбърн, Австралия | Новак Джокович 5 – 7, 6 – 4, 6 – 2, 6 – 7(5 – 7), 7 – 5    | Рафаел Надал                   | Анди Мъри Роджър Федерер           | Давид Ферер Кей Нишикори Хуан Мартин дел Потро Томаш Бердих     |
| 16 януари 23 януари | Открито първенство на Австралия Мелбърн, Австралия | Леандер Паес Радек Щепанек 7 – 6(7 – 1), 6 – 2             | Боб Брайън Майк Брайън         | Анди Мъри Роджър Федерер           | Давид Ферер Кей Нишикори Хуан Мартин дел Потро Томаш Бердих     |
| 16 януари 23 януари | Открито първенство на Австралия Мелбърн, Австралия | Бетани Матек-Сандс Хория Течау 6 – 3, 5 – 7, [10 – 3]      | Елена Веснина Леандер Паес     | Анди Мъри Роджър Федерер           | Давид Ферер Кей Нишикори Хуан Мартин дел Потро Томаш Бердих     |
| 30 януари           | Оупън Суд де Франс Монпелие, Франция               | Томаш Бердих 6 – 2, 4 – 6, 6 – 3                           | Гаел Монфис                    | Филип Колшрайбер Жил Симон         | Николас Махут Ришар Гаске Ярко Ниеминен Гилем Руфин             |
| 30 януари           | Оупън Суд де Франс Монпелие, Франция               | Николас Махут Едуар Роже-Васелин 6 – 4, 7 – 6(7 – 4)       | Пол Ханли Джейми Мъри          | Филип Колшрайбер Жил Симон         | Николас Махут Ришар Гаске Ярко Ниеминен Гилем Руфин             |
| 30 януари           | ПБЗ Загреб Индоорс Загреб, Хърватия                | Михаил Южни 6 – 2, 6 – 3                                   | Лукаш Лацко                    | Мишел Берер Маркос Багдатис        | Юрген Мелцер Иво Карлович Иван Додиг Робин Хаас                 |
| 30 януари           | ПБЗ Загреб Индоорс Загреб, Хърватия                | Маркос Багдатис Михаил Южни 6 – 2, 6 – 2                   | Иван Додиг Мате Павич          | Мишел Берер Маркос Багдатис        | Юрген Мелцер Иво Карлович Иван Додиг Робин Хаас                 |
| 30 януари           | ВТР Оупън Виня дел Мар, Чили                       | Хуан Монако 6 – 3, 6 – 7(1 – 7), 6 – 1                     | Карлос Берлоску                | Жереми Шарди Хуан Игнасио Чела     | Алберт Монтаньес Фредерико Гил Федерико Делбонис Жоао Соуса     |
| 30 януари           | ВТР Оупън Виня дел Мар, Чили                       | Фредерико Гил Даниел Химено-Травер 1 – 6, 7 – 5, [12 – 10] | Пабло Андухар Карлос Берлоску  | Жереми Шарди Хуан Игнасио Чела     | Алберт Монтаньес Фредерико Гил Федерико Делбонис Жоао Соуса     |

### Февруари
| Дата        | Турнир | Шампиони | Финалисти                                                               | Полуфиналисти                        | Четвъртфиналисти                                                 |
| ----------- | --- | --- | ----------------------------------------------------------------------- | ------------------------------------ | ---------------------------------------------------------------- |
| 6 февруари  | Купа Дейвис Първи кръг Овиедо, Испания – Клей (Червен) (i) Винер Нойщат, Австрия – Твърд (i) Ванкувър, Канада – Твърд (i) Фрибур, Швейцария – Клей (Червен) (i) Острава, Чехия – Твърд (i) Ниш, Сърбия – Твърд (i) Кобе, Япония – Твърд (i) Бамберг, Германия – Клей (Червен) (i) | Победители Испания 5 – 0 Австрия 3 – 2 Франция 4 – 1 САЩ 5 – 0 Чехия 4 – 1 Сърбия 4 – 1 Хърватия 3 – 2 Аржентина 4 – 1 | Загубили Казахстан Русия Канада Швейцария Италия Швеция Япония Германия |                                      |                                                                  |
| 13 февруари | Тенис турнир в Ротердам Ротердам, Холандия | Роджър Федерер 6 – 1, 6 – 4                                                                                            | Хуан Мартин дел Потро                                                   | Николай Давиденко Томаш Бердих       | Ярко Ниеминен Ришар Гаске Виктор Троицки Андреас Сепи            |
| 13 февруари | Тенис турнир в Ротердам Ротердам, Холандия | Микаел Льодра Ненад Зимонич 4 – 6, 7 – 5, [16 – 14]                                                                    | Роберт Линдщедт Хория Течау                                             | Николай Давиденко Томаш Бердих       | Ярко Ниеминен Ришар Гаске Виктор Троицки Андреас Сепи            |
| 13 февруари | САП Оупън Сан Хосе, САЩ | Милош Раонич 7 – 6(7 – 3), 6 – 2                                                                                       | Денис Истомин                                                           | Райън Харисън Жюлиен Бенето          | Димитър Кутровски Кевин Андерсън Стив Дарсис Анди Родик          |
| 13 февруари | САП Оупън Сан Хосе, САЩ | Марк Ноулс Ксавие Малис 6 – 4, 1 – 6, [10 – 5]                                                                         | Кевин Андерсън Франк Мозер                                              | Райън Харисън Жюлиен Бенето          | Димитър Кутровски Кевин Андерсън Стив Дарсис Анди Родик          |
| 13 февруари | Брасил Оупън Сао Пауло, Бразилия | Николас Алмагро 6 – 3, 4 – 6, 6 – 4                                                                                    | Филипо Воландри                                                         | Алберт Рамос Томас Белучи            | Карлос Берлоску Фернандо Вердаско Леонардо Майер Давид Налбандян |
| 13 февруари | Брасил Оупън Сао Пауло, Бразилия | Ерик Буторак Бруно Соарес 3 – 6, 6 – 4, [10 – 8]                                                                       | Микал Мертиняк Андре Са                                                 | Алберт Рамос Томас Белучи            | Карлос Берлоску Фернандо Вердаско Леонардо Майер Давид Налбандян |
| 20 февруари | Риджънс Морган Кийгън Чемпиъншипс Мемфис, САЩ | Юрген Мелцер 7 – 5, 7 – 6(7 – 4)                                                                                       | Милош Раонич                                                            | Радек Щепанек Бенямин Бекер          | Джон Иснър Сам Куери Оливие Рокюс Лукаш Кубот                    |
| 20 февруари | Риджънс Морган Кийгън Чемпиъншипс Мемфис, САЩ | Макс Мирни Даниел Нестор 4 – 6, 7 – 5, [10 – 7]                                                                        | Иван Додиг Марсело Мело                                                 | Радек Щепанек Бенямин Бекер          | Джон Иснър Сам Куери Оливие Рокюс Лукаш Кубот                    |
| 20 февруари | Оупън 13 Марсилия, Франция | Хуан Мартин дел Потро 6 – 4, 6 – 4                                                                                     | Микаел Льодра                                                           | Жо-Вилфрид Цонга Янко Типсаревич     | Едуар Роже-Васелин Ришар Гаске Иван Любичич Албано Оливети       |
| 20 февруари | Оупън 13 Марсилия, Франция | Николас Махут Едуар Роже-Васелин 3 – 6, 6 – 3, [10 – 6]                                                                | Дъстин Браун Жо-Вилфрид Цонга                                           | Жо-Вилфрид Цонга Янко Типсаревич     | Едуар Роже-Васелин Ришар Гаске Иван Любичич Албано Оливети       |
| 20 февруари | Копа Кларо Буенос Айрес, Аржентина | Давид Ферер 4 – 6, 6 – 3, 6 – 2                                                                                        | Николас Алмагро                                                         | Давид Налбандян Станислас Вавринка   | Фернандо Гонзалес Карлос Берлоску Кей Нишикори Игор Андреев      |
| 20 февруари | Копа Кларо Буенос Айрес, Аржентина | Давид Мареро Фернандо Вердаско 6 – 4, 6 – 4                                                                            | Микал Мертиняк Андре Са                                                 | Давид Налбандян Станислас Вавринка   | Фернандо Гонзалес Карлос Берлоску Кей Нишикори Игор Андреев      |
| 27 февруари | Дубай Тенис Чемпиъншипс Дубай, ОАЕ | Роджър Федерер 7 – 5, 6 – 4                                                                                            | Анди Мъри                                                               | Новак Джокович Хуан Мартин дел Потро | Янко Типсаревич Томаш Бердих Жо-Вилфрид Цонга Михаил Южни        |
| 27 февруари | Дубай Тенис Чемпиъншипс Дубай, ОАЕ | Махеш Бхупати Рохан Бопана 6 – 4, 3 – 6, [10 – 5]                                                                      | Мариуш Фирстенберг Марчин Матковски                                     | Новак Джокович Хуан Мартин дел Потро | Янко Типсаревич Томаш Бердих Жо-Вилфрид Цонга Михаил Южни        |
| 27 февруари | Абиерто Мехикано Телсел Акапулко, Мексико | Давид Ферер 6 – 1, 6 – 2                                                                                               | Фернандо Вердаско                                                       | Сантиаго Жиралдо Станислас Вавринка  | Пабло Андухар Карлос Берлоску Жереми Шарди Николас Алмагро       |
| 27 февруари | Абиерто Мехикано Телсел Акапулко, Мексико | Давид Мареро Фернандо Вердаско 6 – 3, 6 – 4                                                                            | Марсел Гранолерс Марк Лопес                                             | Сантиаго Жиралдо Станислас Вавринка  | Пабло Андухар Карлос Берлоску Жереми Шарди Николас Алмагро       |
| 27 февруари | Делрей Бийч Интернешънал Тенис Чемпиъншипс Делрей Бийч, САЩ | Кевин Андерсън 6 – 4, 7 – 6(7 – 2)                                                                                     | Маринко Матошевич                                                       | Джон Иснър Дуди Села                 | Бърнард Томич Анди Родик Ернестс Гулбис Филип Колшрайбер         |
| 27 февруари | Делрей Бийч Интернешънал Тенис Чемпиъншипс Делрей Бийч, САЩ | Колин Флеминг Рос Хъчинс 2 – 6, 7 – 6(7 – 5), [15 – 13]                                                                | Микал Мертиняк Андре Са                                                 | Джон Иснър Дуди Села                 | Бърнард Томич Анди Родик Ернестс Гулбис Филип Колшрайбер         |

### Март
| Дата            | Турнир                                       | Шампиони                                          | Финалисти                | Полуфиналисти               | Четвъртфиналисти                                                |
| --------------- | -------------------------------------------- | ------------------------------------------------- | ------------------------ | --------------------------- | --------------------------------------------------------------- |
| 5 март 12 март  | Би Ен Пи Париба Оупън 2012 Индиънс Уелс, САЩ | Роджър Федерер 7 – 6(9 – 7), 6 – 3                | Джон Иснър               | Новак Джокович Рафаел Надал | Николас Алмагро Жил Симон Хуан Мартин дел Потро Давид Налбандян |
| 5 март 12 март  | Би Ен Пи Париба Оупън 2012 Индиънс Уелс, САЩ | Марк Лопес Рафаел Надал 6 – 2, 7 – 6(7 – 3)       | Джон Иснър Сам Куери     | Новак Джокович Рафаел Надал | Николас Алмагро Жил Симон Хуан Мартин дел Потро Давид Налбандян |
| 21 март 26 март | Сони Ериксон Оупън Маями, САЩ                | Новак Джокович 6 – 1, 7 – 6(7 – 4)                | Анди Мъри                | Хуан Монако Рафаел Надал    | Давид Ферер Марди Фиш Янко Типсаревич Жо-Вилфрид Цонга          |
| 21 март 26 март | Сони Ериксон Оупън Маями, САЩ                | Леандер Паес Радек Щепанек 3 – 6, 6 – 1, [10 – 8] | Макс Мирни Даниел Нестор | Хуан Монако Рафаел Надал    | Давид Ферер Марди Фиш Янко Типсаревич Жо-Вилфрид Цонга          |

### Април
| Дата     | Турнир | Шампиони                                                          | Финалисти                                | Полуфиналисти                   | Четвъртфиналисти                                                   |
| -------- | --- | ----------------------------------------------------------------- | ---------------------------------------- | ------------------------------- | ------------------------------------------------------------------ |
| 2 април  | Купа Дейвис Четвъртфинали Оропеса дел Мар, Испания – Клей (Червен) Рокбрюн Кап Мартен, Франция – Клей (Червен) Прага, Чехия – Клей (Червен) (i) Буенос Айрес, Аржентина – Клей (Червен) | Победители Испания 4 – 1 САЩ 3 – 2 Чехия 4 – 1 Аржентина 4 – 1    | Загубили Австрия Франция Сърбия Хърватия |                                 |                                                                    |
| 9 април  | Ю Ес Менс Клей Корт Чемпиъншипс Хюстън, САЩ | Хуан Монако 6 – 2, 3 – 6, 6 – 3                                   | Джон Иснър                               | Майкъл Ръсел Фелисиано Лопес    | Райън Харисън Кевин Андерсън Карлос Берлоску Райън Суитинг         |
| 9 април  | Ю Ес Менс Клей Корт Чемпиъншипс Хюстън, САЩ | Джеймс Блейк Сам Куери 7 – 6(16 – 14), 6 – 4                      | Треат Конрад Хуей Доминик Инглод         | Майкъл Ръсел Фелисиано Лопес    | Райън Харисън Кевин Андерсън Карлос Берлоску Райън Суитинг         |
| 9 април  | Гран При Хасан Втори Казабланка, Мароко | Пабло Андухар 6 – 1, 7 – 6(7 – 5)                                 | Алберт Рамос                             | Игор Андреев Флавио Ципола      | Жереми Шарди Гилермо Гарсия-Лопес Серхио Гутиерес-Ферол Беноа Пеър |
| 9 април  | Гран При Хасан Втори Казабланка, Мароко | Дъстин Браун Пол Ханли 7 – 5, 6 – 3                               | Даниеле Брачиали Фабио Фонини            | Игор Андреев Флавио Ципола      | Жереми Шарди Гилермо Гарсия-Лопес Серхио Гутиерес-Ферол Беноа Пеър |
| 16 април | Монте Карло Мастърс Монте Карло, Монако | Рафаел Надал 6 – 3, 6 – 1                                         | Новак Джокович                           | Томаш Бердих Жил Симон          | Робин Хаас Анди Мъри Жо-Вилфрид Цонга Станислас Вавринка           |
| 16 април | Монте Карло Мастърс Монте Карло, Монако | Боб Брайън Майк Брайън 6 – 2, 6 – 3                               | Макс Мирни Даниел Нестор                 | Томаш Бердих Жил Симон          | Робин Хаас Анди Мъри Жо-Вилфрид Цонга Станислас Вавринка           |
| 23 април | Барселона Оупън Барселона, Испания | Рафаел Надал 7 – 6(7 – 1), 7 – 5                                  | Давид Ферер                              | Фернандо Вердаско Милош Раонич  | Янко Типсаревич Кей Нишикори Фелисиано Лопес Анди Мъри             |
| 23 април | Барселона Оупън Барселона, Испания | Мариуш Фирстенберг Марчин Матковски 2 – 6, 7 – 6(9 – 7), [10 – 8] | Марсел Гранолерс Марк Лопес              | Фернандо Вердаско Милош Раонич  | Янко Типсаревич Кей Нишикори Фелисиано Лопес Анди Мъри             |
| 23 април | БРД Настасе Тириак Трофи Букурещ, Румъния | Жил Симон 6 – 4, 6 – 3                                            | Фабио Фонини                             | Матиас Бачингер Атила Балаш     | Лукаш Кубот Даниел Брандс Андреас Сепи Ксавие Малис                |
| 23 април | БРД Настасе Тириак Трофи Букурещ, Румъния | Роберт Линдщедт Хория Течау 7 – 6(7 – 2), 6 – 3                   | Жереми Шарди Лукаш Кубот                 | Матиас Бачингер Атила Балаш     | Лукаш Кубот Даниел Брандс Андреас Сепи Ксавие Малис                |
| 30 април | БМВ Оупън Мюнхен, Германия | Филип Колшрайбер 7 – 6(10 – 8), 6 – 3                             | Марин Чилич                              | Томи Хаас Фелисиано Лопес       | Маркос Багдатис Михаил Южни Маринко Матошевич Бърнард Томич        |
| 30 април | БМВ Оупън Мюнхен, Германия | Франтишек Чермак Филип Полашек 6 – 4, 7 – 5                       | Ксавие Малис Дик Норман                  | Томи Хаас Фелисиано Лопес       | Маркос Багдатис Михаил Южни Маринко Матошевич Бърнард Томич        |
| 30 април | Сърбия Оупън Белград, Сърбия | Андреас Сепи 6 – 3, 6 – 2                                         | Беноа Пеър                               | Пабло Андухар Давид Налбандян   | Лукаш Росол Ярко Ниеминен Жоао Соуса Жил Мюлер                     |
| 30 април | Сърбия Оупън Белград, Сърбия | Джонатан Ерлих Анди Рам 4 – 6, 6 – 2, [10 – 6]                    | Мартин Емрич Андреас Сильестрьом         | Пабло Андухар Давид Налбандян   | Лукаш Росол Ярко Ниеминен Жоао Соуса Жил Мюлер                     |
| 30 април | Ещорил Оупън Ещорил, Португалия | Хуан Мартин дел Потро 6 – 4, 6 – 2                                | Ришар Гаске                              | Станислас Вавринка Алберт Рамос | Алберт Монтаньес Робин Хаас Жоао Соуса Даниел Муньос-де ла Нава    |
| 30 април | Ещорил Оупън Ещорил, Португалия | Айсам-ул-Хак Куреши Джийн-Джулиен Ройер 7 – 5, 7 – 5              | Юлиан Кновле Давид Мареро                | Станислас Вавринка Алберт Рамос | Алберт Монтаньес Робин Хаас Жоао Соуса Даниел Муньос-де ла Нава    |

### Май
| Дата         | Турнир                                       | Шампиони                                         | Финалисти                    | Полуфиналисти                         | Четвъртфиналисти                                                   |
| ------------ | -------------------------------------------- | ------------------------------------------------ | ---------------------------- | ------------------------------------- | ------------------------------------------------------------------ |
| 7 май        | Мутуа Мадрид Оупън Мадрид, Испания           | Роджър Федерер 3 – 6, 7 – 5, 7 – 5               | Томаш Бердих                 | Янко Типсаревич Хуан Мартин дел Потро | Новак Джокович Давид Ферер Александър Долгополов Фернандо Вердаско |
| 7 май        | Мутуа Мадрид Оупън Мадрид, Испания           | Мариуш Фирстенберг Марчин Матковски 6 – 3, 6 – 4 | Роберт Линдщедт Хория Течау  | Янко Типсаревич Хуан Мартин дел Потро | Новак Джокович Давид Ферер Александър Долгополов Фернандо Вердаско |
| 14 май       | Интернационали БНЛ д'Италия Рим, Италия      | Рафаел Надал 7 – 5, 6 – 3                        | Новак Джокович               | Роджър Федерер Давид Ферер            | Жо-Вилфрид Цонга Андреас Сепи Ришар Гаске Томаш Бердих             |
| 14 май       | Интернационали БНЛ д'Италия Рим, Италия      | Марсел Гранолерс Марк Лопес 6 – 3, 6 – 2         | Лукаш Кубот Янко Типсаревич  | Роджър Федерер Давид Ферер            | Жо-Вилфрид Цонга Андреас Сепи Ришар Гаске Томаш Бердих             |
| 21 май       | Световна отборна купа Дюселдорф, Германия    | Сърбия 3 – 0                                     | Чехия                        | Червена група Аржентина САЩ Япония    | Синя група Германия Русия Хърватия                                 |
| 21 май       | Ница Оупън Ница, Франция                     | Николас Алмагро 6 – 3, 6 – 2                     | Брайън Бейкър                | Николай Давиденко Жил Симон           | Джон Иснър Михаил Кукушкин Стив Дарсис Томас Белучи                |
| 21 май       | Ница Оупън Ница, Франция                     | Боб Брайън Майк Брайън 7 – 6(7 – 5), 6 – 3       | Оливиер Марач Филип Полашек  | Николай Давиденко Жил Симон           | Джон Иснър Михаил Кукушкин Стив Дарсис Томас Белучи                |
| 28 май 4 юни | Открито първенство на Франция Париж, Франция | Рафаел Надал 6 – 4, 6 – 3, 2 – 6, 7 – 5          | Новак Джокович               | Роджър Федерер Давид Ферер            | Жо-Вилфрид Цонга Хуан Мартин дел Потро Анди Мъри Николас Алмагро   |
| 28 май 4 юни | Открито първенство на Франция Париж, Франция | Макс Мирни Даниел Нестор 6 – 4, 6 – 4            | Боб Брайън Майк Брайън       | Роджър Федерер Давид Ферер            | Жо-Вилфрид Цонга Хуан Мартин дел Потро Анди Мъри Николас Алмагро   |
| 28 май 4 юни | Открито първенство на Франция Париж, Франция | Саня Мирза Махеш Бхупати 7 – 6(7 – 3), 6 – 1     | Клаудия Янс Сантяго Гонзалес | Роджър Федерер Давид Ферер            | Жо-Вилфрид Цонга Хуан Мартин дел Потро Анди Мъри Николас Алмагро   |

### Юни
| Дата         | Турнир                                     | Шампиони                                                                       | Финалисти                            | Полуфиналисти                   | Четвъртфиналисти                                              |
| ------------ | ------------------------------------------ | ------------------------------------------------------------------------------ | ------------------------------------ | ------------------------------- | ------------------------------------------------------------- |
| 11 юни       | Гери Вебер Оупън Хале, Германия            | Томи Хаас 7 – 6(7 – 5), 6 – 4                                                  | Роджър Федерер                       | Филип Колшрайбер Михаил Южни    | Рафаел Надал Томаш Бердих Радек Щепанек Милош Раонич          |
| 11 юни       | Гери Вебер Оупън Хале, Германия            | Айсам-ул-Хак Куреши Джийн-Джулиен Ройер 6 – 3, 6 – 4                           | Треат Конрад Хуей Скот Липски        | Филип Колшрайбер Михаил Южни    | Рафаел Надал Томаш Бердих Радек Щепанек Милош Раонич          |
| 11 юни       | АЕГОН Чемпиъншипс Лондон, Великобритания   | Марин Чилич 6 – 7(3 – 7), 4 – 3 дисквал.                                       | Давид Налбандян                      | Григор Димитров Сам Куери       | Кевин Андерсън Ксавие Малис Лу Йен-хсун Иван Додиг            |
| 11 юни       | АЕГОН Чемпиъншипс Лондон, Великобритания   | Макс Мирни Даниел Нестор 6 – 3, 6 – 4                                          | Боб Брайън Майк Брайън               | Григор Димитров Сам Куери       | Кевин Андерсън Ксавие Малис Лу Йен-хсун Иван Додиг            |
| 18 юни       | УНИЦЕФ Оупън Хертогенбош, Холандия         | Давид Ферер 6 – 3, 6 – 4                                                       | Филип Колшрайбер                     | Беноа Пеър Ксавие Малис         | Игор Сийслинг Тацума Ито Едуар Роже-Васелин Жил Мюлер         |
| 18 юни       | УНИЦЕФ Оупън Хертогенбош, Холандия         | Роберт Линдщедт Хория Течау 6 – 3, 7 – 6(7 – 1)                                | Хуан Себастиан Кабал Дмитри Турсунов | Беноа Пеър Ксавие Малис         | Игор Сийслинг Тацума Ито Едуар Роже-Васелин Жил Мюлер         |
| 18 юни       | АЕГОН Интернешънъл Истборн, Великобритания | Анди Родик 6 – 3, 6 – 2                                                        | Андреас Сепи                         | Стив Дарсис Райън Харисън       | Маринко Матошевич Фабио Фонини Филип Колшрайбер Денис Истомин |
| 18 юни       | АЕГОН Интернешънъл Истборн, Великобритания | Колин Флеминг Рос Хъчинс 6 – 4, 6 – 3                                          | Джейми Делгадо Кен Скупски           | Стив Дарсис Райън Харисън       | Маринко Матошевич Фабио Фонини Филип Колшрайбер Денис Истомин |
| 25 юни 2 юли | Уимбълдън Лондон, Великобритания           | Роджър Федерер 4 – 6, 7 – 5, 6 – 3, 6 – 4                                      | Анди Мъри                            | Новак Джокович Жо-Вилфрид Цонга | Флориан Майер Михаил Южни Давид Ферер Филип Колшрайбер        |
| 25 юни 2 юли | Уимбълдън Лондон, Великобритания           | Джонатан Марай Фредерик Нилсен 4 – 6, 6 – 4, 7 – 6(7 – 5), 6 – 7(5 – 7), 6 – 3 | Роберт Линдщедт Хория Течау          | Новак Джокович Жо-Вилфрид Цонга | Флориан Майер Михаил Южни Давид Ферер Филип Колшрайбер        |
| 25 юни 2 юли | Уимбълдън Лондон, Великобритания           | Лиса Реймънд Майк Брайън 6 – 3, 5 – 7, 6 – 4                                   | Елена Веснина Леандер Паес           | Новак Джокович Жо-Вилфрид Цонга | Флориан Майер Михаил Южни Давид Ферер Филип Колшрайбер        |

### Юли
| Дата   | Турнир                                            | Шампиони                                                               | Финалисти                                       | Полуфиналисти                                   | Четвъртфиналисти                                              |
| ------ | ------------------------------------------------- | ---------------------------------------------------------------------- | ----------------------------------------------- | ----------------------------------------------- | ------------------------------------------------------------- |
| 9 юли  | Кембълс Хол оф Фейм Тенис Чемпиъншипс Нюпорт, САЩ | Джон Иснър 7 – 6(7 – 1), 6 – 4                                         | Лейтън Хюит                                     | Райън Харисън Раджийв Рам                       | Айзък ван дер Мерве Бенямин Бекер Дуди Села Кей Нишикори      |
| 9 юли  | Кембълс Хол оф Фейм Тенис Чемпиъншипс Нюпорт, САЩ | Сантяго Гонзалес Скот Липски 7 – 6(7 – 5), 6 – 3                       | Колин Флеминг [[Рос Хъчинс                      | Райън Харисън Раджийв Рам                       | Айзък ван дер Мерве Бенямин Бекер Дуди Села Кей Нишикори      |
| 9 юли  | МерцедесКъп Щутгарт, Германия                     | Янко Типсаревич 6 – 4, 5 – 7, 6 – 3                                    | Хуан Монако                                     | Томас Белучи Гилермо Гарсия-Лопес               | Бьорн Фау Седрик-Марсел Щебе Дъстин Браун Павол Червеняк      |
| 9 юли  | МерцедесКъп Щутгарт, Германия                     | Жереми Шарди Лукаш Кубот 6 – 1, 6 – 3                                  | Микал Мертиняк Андре Са                         | Томас Белучи Гилермо Гарсия-Лопес               | Бьорн Фау Седрик-Марсел Щебе Дъстин Браун Павол Червеняк      |
| 9 юли  | Тенис турнир в Бостад Бостад, Швеция              | Давид Ферер 6 – 2, 6 – 2                                               | Николас Алмагро                                 | Григор Димитров Ян Хайек                        | Томи Робредо Алберт Рамос Юрген Зоп Даниел Химено-Травер      |
| 9 юли  | Тенис турнир в Бостад Бостад, Швеция              | Роберт Линдщедт Хория Течау 6 – 3, 7 – 6(7 – 5)                        | Александър Пея Бруно Соарес                     | Григор Димитров Ян Хайек                        | Томи Робредо Алберт Рамос Юрген Зоп Даниел Химено-Травер      |
| 9 юли  | Студена Кроейша Оупън Умаг, Хърватия              | Марин Чилич 6 – 4, 6 – 2                                               | Марсел Гранолерс                                | Фернандо Вердаско Александър Долгополов         | Андрей Кузнецов Матиас Бачингер Карлос Берлоску Уейн Одесник  |
| 9 юли  | Студена Кроейша Оупън Умаг, Хърватия              | Давид Мареро Фернандо Вердаско 6 – 3, 7 – 6(7 – 4)                     | Марсел Гранолерс Марк Лопес                     | Фернандо Вердаско Александър Долгополов         | Андрей Кузнецов Матиас Бачингер Карлос Берлоску Уейн Одесник  |
| 16 юли | bet-at-home Оупън Хамбург, Германия               | Хуан Монако 7 – 5, 6 – 4                                               | Томи Хаас                                       | Николас Алмагро Марин Чилич                     | Филип Колшрайбер Жереми Шарди Алберт Рамос Флориан Майер      |
| 16 юли | bet-at-home Оупън Хамбург, Германия               | Давид Мареро Фернандо Вердаско 6 – 4, 6 – 3                            | Рожерио Дутра да Силва Даниел Муньос де ла Нава | Николас Алмагро Марин Чилич                     | Филип Колшрайбер Жереми Шарди Алберт Рамос Флориан Майер      |
| 16 юли | Атланта Тенис Чемпиъншипс Атланта, САЩ            | Анди Родик 1 – 6, 7 – 6(7 – 2), 6 – 2                                  | Жил Мюлер                                       | Джон Иснър Гоу Соеда                            | Джак Сок Майкъл Ръсел Кей Нишикори Матю Ебдън                 |
| 16 юли | Атланта Тенис Чемпиъншипс Атланта, САЩ            | Матю Ебдън Райън Харисън 6 – 3, 3 – 6, [10 – 6]                        | Ксавие Малис Майкъл Ръсел                       | Джон Иснър Гоу Соеда                            | Джак Сок Майкъл Ръсел Кей Нишикори Матю Ебдън                 |
| 16 юли | Суис Оупън Гщаад, Швейцария                       | Томас Белучи 6 – 7(6 – 8), 6 – 4, 6 – 2                                | Янко Типсаревич                                 | Пол-Анри Матиу Григор Димитров                  | Ян Хернич Ернестс Гулбис Фелисиано Лопес Лукаш Кубот          |
| 16 юли | Суис Оупън Гщаад, Швейцария                       | Марсел Гранолерс Марк Лопес 6 – 4, 7 – 6(11 – 9)                       | Роберт Фара Сантиаго Хиралдо                    | Пол-Анри Матиу Григор Димитров                  | Ян Хернич Ернестс Гулбис Фелисиано Лопес Лукаш Кубот          |
| 23 юли | Лос Анджелис Оупън Лос Анджелис, САЩ              | Сам Куери 6 – 0, 6 – 2                                                 | Ричардас Беранкис                               | Маринко Матошевич Раджийв Рам                   | Майкъл Ръсел Николас Махут Леонардо Майер Ксавие Малис        |
| 23 юли | Лос Анджелис Оупън Лос Анджелис, САЩ              | Рубен Бемелманс Ксавие Малис 7 – 6(7 – 5), 4 – 6, [10 – 4]             | Джейми Делгадо Кен Скупски                      | Маринко Матошевич Раджийв Рам                   | Майкъл Ръсел Николас Махут Леонардо Майер Ксавие Малис        |
| 23 юли | bet-at-home Къп Кицбюел, Австрия                  | Робин Хаас 6 – 7(2 – 7), 6 – 3, 6 – 2                                  | Филип Колшрайбер                                | Филипо Воландри Мартин Клижан                   | Лукаш Росол Рожерио Дутра да Силва Уейн Одесник Симоне Болели |
| 23 юли | bet-at-home Къп Кицбюел, Австрия                  | Франтишек Чермак Юлиан Кновле 7 – 6(7 – 4), 3 – 6, [12 – 10]           | Дъстин Браун Пол Ханли                          | Филипо Воландри Мартин Клижан                   | Лукаш Росол Рожерио Дутра да Силва Уейн Одесник Симоне Болели |
| 30 юли | Летни олимпийски игри Лондон, Великобритания      | Златен медал                                                           | Сребърен медал                                  | Бронзов медал                                   | Четвърто място                                                |
| 30 юли | Летни олимпийски игри Лондон, Великобритания      | Анди Мъри 6 – 2, 6 – 1, 6 – 4                                          | Роджър Федерер                                  | Хуан Мартин дел Потро 7 – 5, 6 – 4              | Новак Джокович                                                |
| 30 юли | Летни олимпийски игри Лондон, Великобритания      | Боб Брайън Майк Брайън 6 – 4, 7 – 6(7 – 4)                             | Микаел Льодра Жо-Вилфрид Цонга                  | Жюлиен Бенето Ришар Гаске 7 – 6(7 – 4), 6 – 2   | Давид Ферер Фелисиано Лопес                                   |
| 30 юли | Летни олимпийски игри Лондон, Великобритания      | Виктория Азаренка Макс Мирни 2 – 6, 6 – 3, [10 – 8]                    | Лаура Робсън Анди Мъри                          | Лиса Реймънд Майк Брайън 6 – 3, 4 – 6, [10 – 4] | Сабине Лисицки Кристофър Кас                                  |
| 30 юли | Сити Оупън Вашингтон, САЩ                         | Александър Долгополов 6 – 7(7 – 9), 6 – 4, 6 – 1                       | Томи Хаас                                       | Марди Фиш Сам Куери                             | Ксавие Малис Тобиас Камке Кевин Андерсън Джеймс Блейк         |
| 30 юли | Сити Оупън Вашингтон, САЩ                         | Треат Конрад Хуей Доминик Инглот 7 – 6(9 – 7), 6 – 7(9 – 11), [10 – 5] | Кевин Андерсън Сам Куери                        | Марди Фиш Сам Куери                             | Ксавие Малис Тобиас Камке Кевин Андерсън Джеймс Блейк         |

### Август
| Дата                  | Турнир                                   | Шампиони                                                        | Финалисти                    | Полуфиналисти                            | Четвъртфиналисти                                                 |
| --------------------- | ---------------------------------------- | --------------------------------------------------------------- | ---------------------------- | ---------------------------------------- | ---------------------------------------------------------------- |
| 6 август              | Роджърс Къп Торонто, Канада              | Новак Джокович 6 – 3, 6 – 2                                     | Ришар Гаске                  | Янко Типсаревич Джон Иснър               | Томи Хаас Марсел Гранолерс Марди Фиш Милош Раонич                |
| 6 август              | Роджърс Къп Торонто, Канада              | Боб Брайън Майк Брайън 6 – 1, 4 – 6, [12 – 10]                  | Марсел Гранолерс Марк Лопес  | Янко Типсаревич Джон Иснър               | Томи Хаас Марсел Гранолерс Марди Фиш Милош Раонич                |
| 13 август             | Уестърн енд Саутърн Оупън Синсинати, САЩ | Роджър Федерер 6 – 0, 7 – 6(9 – 7)                              | Новак Джокович               | Станислас Вавринка Хуан Мартин дел Потро | Марди Фиш Милош Раонич Жереми Шарди Марин Чилич                  |
| 13 август             | Уестърн енд Саутърн Оупън Синсинати, САЩ | Роберт Линдщедт Хория Течау 6 – 4, 6 – 4                        | Махеш Бхупати Рохан Бопана   | Станислас Вавринка Хуан Мартин дел Потро | Марди Фиш Милош Раонич Жереми Шарди Марин Чилич                  |
| 20 август             | Уинстън-Сейлъм Оупън Уинстън-Сейлъм, САЩ | Джон Иснър 3 – 6, 6 – 4, 7 – 6(11 – 9)                          | Томаш Бердих                 | Жо-Вилфрид Цонга Сам Куери               | Марсел Гранолерс Давид Гофин Александър Долгополов Стив Дарсис   |
| 20 август             | Уинстън-Сейлъм Оупън Уинстън-Сейлъм, САЩ | Сантяго Гонзалес Скот Липски 6 – 3, 4 – 6, [10 – 2]             | Пабло Андухар Леонардо Майер | Жо-Вилфрид Цонга Сам Куери               | Марсел Гранолерс Давид Гофин Александър Долгополов Стив Дарсис   |
| 27 август 3 септември | Открито първенство на САЩ Ню Йорк, САЩ   | Анди Мъри 7 – 6(12 – 10), 7 – 5, 2 – 6, 3 – 6, 6 – 2            | Новак Джокович               | Томаш Бердих Давид Ферер                 | Роджър Федерер Марин Чилич Янко Типсаревич Хуан Мартин дел Потро |
| 27 август 3 септември | Открито първенство на САЩ Ню Йорк, САЩ   | Боб Браян Майк Браян 6 – 3, 6 – 4                               | Леандер Паес [[Радек Щепанек | Томаш Бердих Давид Ферер                 | Роджър Федерер Марин Чилич Янко Типсаревич Хуан Мартин дел Потро |
| 27 август 3 септември | Открито първенство на САЩ Ню Йорк, САЩ   | Екатерина Макарова Бруно Соарес 6 – 7(8 – 10), 6 – 1, [12 – 10] | Квета Пешке Марчин Матковски | Томаш Бердих Давид Ферер                 | Роджър Федерер Марин Чилич Янко Типсаревич Хуан Мартин дел Потро |

### Септември
| Дата         | Турнир                                                                                        | Шампиони                                             | Финалисти                       | Полуфиналисти                    | Четвъртфиналисти                                                          |
| ------------ | --------------------------------------------------------------------------------------------- | ---------------------------------------------------- | ------------------------------- | -------------------------------- | ------------------------------------------------------------------------- |
| 10 септември | Купа Дейвис Полуфинали Хихон, Испания – Клей (Червен) Буенос Айрес, Аржентина – Клей (Червен) | Победители Испания 3 – 1 Чехия 3 – 2                 | Загубили САЩ Аржентина          |                                  |                                                                           |
| 17 септември | Мозел Оупън Мец, Франция                                                                      | Жо-Вилфрид Цонга 6 – 1, 6 – 2                        | Андреас Сепи                    | Николай Давиденко Гаел Монфис    | Джеси Левин Иво Карлович Флориан Майер Филип Колшрайбер                   |
| 17 септември | Мозел Оупън Мец, Франция                                                                      | Николас Махут Едуар Роже-Васелин 7 – 6(7 – 3), 6 – 4 | Йохан Брунщрьом Фредерик Нилсен | Николай Давиденко Гаел Монфис    | Джеси Левин Иво Карлович Флориан Майер Филип Колшрайбер                   |
| 17 септември | Санкт Петербург Оупън Санкт Петербург, Русия                                                  | Мартин Клижан 6 – 2, 6 – 3                           | Фабио Фонини                    | Михаил Южни Даниел Химено-Травер | Гилермо Гарсия-Лопес Ричардас Беранкис Роберто Батиста-Агут Флавио Ципола |
| 17 септември | Санкт Петербург Оупън Санкт Петербург, Русия                                                  | Раджийв Рам Ненад Зимонич 6 – 2, 4 – 6, [10 – 6]     | Лукаш Ласко Игор Зеленай        | Михаил Южни Даниел Химено-Травер | Гилермо Гарсия-Лопес Ричардас Беранкис Роберто Батиста-Агут Флавио Ципола |
| 24 септември | Тайланд Оупън Бангкок, Тайланд                                                                | Ришар Гаске 6 – 2, 6 – 1                             | Жил Симон                       | Янко Типсаревич Ярко Ниеминен    | Фернандо Вердаско Гаел Монфис Милош Раонич Бърнард Томич                  |
| 24 септември | Тайланд Оупън Бангкок, Тайланд                                                                | Лу Йен-хсун Данай Удомчоке 6 – 3, 6 – 4              | Ерик Буторак Пол Ханли          | Янко Типсаревич Ярко Ниеминен    | Фернандо Вердаско Гаел Монфис Милош Раонич Бърнард Томич                  |
| 24 септември | Протон Малайзия Оупън Куала Лумпур, Малайзия                                                  | Хуан Монако 7 – 5, 4 – 6, 6 – 3                      | Жюлиен Бенето                   | Давид Ферер Кей Нишикори         | Игор Сийслинг Алехандро Фала Николай Давиденко Васек Посписил             |
| 24 септември | Протон Малайзия Оупън Куала Лумпур, Малайзия                                                  | Александър Пея Бруно Соарес 5 – 7, 7 – 5, [10 – 7]   | Колин Флеминг Рос Хъчинс        | Давид Ферер Кей Нишикори         | Игор Сийслинг Алехандро Фала Николай Давиденко Васек Посписил             |

### Октомври
| Дата        | Турнир                               | Шампиони                                                  | Финалисти                               | Полуфиналисти                   | Четвъртфиналисти                                                |
| ----------- | ------------------------------------ | --------------------------------------------------------- | --------------------------------------- | ------------------------------- | --------------------------------------------------------------- |
| 1 октомври  | Чайна Оупън Пекин, Китай             | Новак Джокович 7 – 6(7 – 4), 6 – 2                        | Жо-Вилфрид Цонга                        | Флориан Майер Фелисиано Лопес   | Юрген Мелцер Чжан Цзе Михаил Южни Сам Куери                     |
| 1 октомври  | Чайна Оупън Пекин, Китай             | Боб Браян Майк Браян 6 – 3, 6 – 2                         | Карлос Берлок Денис Истомин             | Флориан Майер Фелисиано Лопес   | Юрген Мелцер Чжан Цзе Михаил Южни Сам Куери                     |
| 1 октомври  | Тенис турнир в Токио Токио, Япония   | Кей Нишикори 7 – 6(7 – 5), 3 – 6, 6 – 0                   | Милош Раонич                            | Анди Мъри Маркос Багдатис       | Станислас Вавринка Янко Типсаревич Дмитри Турсунов Томаш Бердих |
| 1 октомври  | Тенис турнир в Токио Токио, Япония   | Александър Пея Бруно Соарес 6 – 3, 7 – 6(7 – 5)           | Леандер Паес Радек Щепанек              | Анди Мъри Маркос Багдатис       | Станислас Вавринка Янко Типсаревич Дмитри Турсунов Томаш Бердих |
| 8 октомври  | Шанхай Ролекс Мастърс Шанхай, Китай  | Новак Джокович 5 – 7, 7 – 6(13 – 11), 6 – 3               | Анди Мъри                               | Роджър Федерер Томаш Бердих     | Марин Чилич Радек Щепанек Жо-Вилфрид Цонга Томи Хаас            |
| 8 октомври  | Шанхай Ролекс Мастърс Шанхай, Китай  | Леандер Паес Радек Щепанек 6 – 7(7 – 9), 6 – 3, [10 – 5]  | Махеш Бупати Рохан Бопана               | Роджър Федерер Томаш Бердих     | Марин Чилич Радек Щепанек Жо-Вилфрид Цонга Томи Хаас            |
| 15 октомври | Купа на Кремъл Москва, Русия         | Андреас Сепи 3 – 6, 7 – 6(7 – 3), 6 – 3                   | Томаш Белучи                            | Иво Карлович Малек Жазири       | Едуар Роже-Васелин Йержи Янович Лукаш Росол Тацума Ито          |
| 15 октомври | Купа на Кремъл Москва, Русия         | Франтишек Чермак Михал Мертиняк 7 – 5, 6 – 3              | Симоне Болели Даниеле Брачиали          | Иво Карлович Малек Жазири       | Едуар Роже-Васелин Йержи Янович Лукаш Росол Тацума Ито          |
| 15 октомври | Стокхолм Оупън Стокхолм, Швеция      | Томаш Бердих 4 – 6, 6 – 4, 6 – 4                          | Жо-Вилфрид Цонга                        | Маркос Багдатис Николас Алмагро | Сергий Стаховски Ричардас Беранкис Лейтън Хюит Михаил Южни      |
| 15 октомври | Стокхолм Оупън Стокхолм, Швеция      | Марсело Мело Бруно Соарес 6 – 7(7 – 4), 6 – 4, [10 – 6]   | Роберт Линдщедт Ненад Зимонич           | Маркос Багдатис Николас Алмагро | Сергий Стаховски Ричардас Беранкис Лейтън Хюит Михаил Южни      |
| 15 октомври | Ерсте Банк Оупън Виена, Австрия      | Хуан Мартин дел Потро 7 – 5, 6 – 3                        | Грега Земля                             | Жил Мюлер Янко Типсаревич       | Маринко Матошевич Паоло Лоренци Томи Хаас Аляж Бедене           |
| 15 октомври | Ерсте Банк Оупън Виена, Австрия      | Андре Бегеман Мартин Емрих 6 – 4, 3 – 6, [10 – 4]         | Юлиан Кновле Филип Полашек              | Жил Мюлер Янко Типсаревич       | Маринко Матошевич Паоло Лоренци Томи Хаас Аляж Бедене           |
| 22 октомври | Валенсия Оупън 500 Валенсия, Испания | Давид Ферер 6 – 1, 3 – 6, 6 – 4                           | Александър Долгополов                   | Иван Додиг Юрген Мелцер         | Николас Алмагро Марин Чилич Марсел Гранолерс Давид Гофин        |
| 22 октомври | Валенсия Оупън 500 Валенсия, Испания | Александър Пея Бруно Соарес 6 – 3, 6 – 2                  | Давид Мареро Фернандо Вердаско          | Иван Додиг Юрген Мелцер         | Николас Алмагро Марин Чилич Марсел Гранолерс Давид Гофин        |
| 22 октомври | Суис Индорс Базел, Швейцария         | Хуан Мартин дел Потро 6 – 4, 6 – 7(5 – 7), 7 – 6(7 – 3)   | Роджър Федерер                          | Пол-Анри Матийо Ришар Гаске     | Беноа Пеър Григор Димитров Михаил Южни Кевин Андерсън           |
| 22 октомври | Суис Индорс Базел, Швейцария         | Даниел Нестор Ненад Зимонич 7 – 5, 6 – 7(4 – 7), [10 – 5] | Трет Конрад Хуей Доминик Инглот         | Пол-Анри Матийо Ришар Гаске     | Беноа Пеър Григор Димитров Михаил Южни Кевин Андерсън           |
| 29 октомври | Париж Мастърс Париж, Франция         | Давид Ферер 6 – 4, 6 – 3                                  | Иржи Янович                             | Жил Симон Микаел Льодра         | Томаш Бердих Янко Типсаревич Жо-Вилфрид Цонга Сам Куери         |
| 29 октомври | Париж Мастърс Париж, Франция         | Махеш Бхупати Рохан Бопана 7 – 6(8 – 6), 6 – 3            | Айсам-ул-Хак Куреши Джийн-Джулиен Ройер | Жил Симон Микаел Льодра         | Томаш Бердих Янко Типсаревич Жо-Вилфрид Цонга Сам Куери         |